# Lucius Naevius Surdinus
Lucius Naevius Surdinus est un homme politique de l'Empire romain, membre de la gens Naevia (en). Il est consul suffect de juillet à décembre 30 avec Caius Cassius Longinus.

## Famille
Son père qui porte le même nom a été triumvir monétaire vers -16/-15 puis prêteur pérégrin (praetor peregrinus) vers -10,.